# Phare Akra Artemision
Le phare Akra Artemision est situé sur l'île Pontikonisi au nord-ouest du cap Artemision (cap du nord de l'île d'Eubée) en Grèce. Il est achevé en 1907.

## Caractéristiques
Le phare est une tour cylindrique de pierre, accolée à la maison du gardien, dont la lanterne est de couleur blanche et dont le dôme de la lanterne est de couleur verte. Il s'élève à 62 mètres au-dessus de la mer Égée. Il sert à guider le contournement du cap Artemision.

## Histoire
Sur le récif appelé Myrminx ou Lefteris, dans le détroit entre la côte ouest de Skiathos et la côte est du Pélion, sont visibles les restes d'une colonne de pierre. Il peut s'agir d'un mémorial mis en place par les Perses pour commémorer une bataille entre trois navires grecs et dix des leurs. Une autre théorie considère que c'était une sorte d'amer, un repère maritime, peut-être même un phare, construit par la force expéditionnaire de Xerxès Ier. Si la deuxième théorie est juste, il s'agit du plus ancien amer au monde, car antérieur de deux cents ans au phare d'Alexandrie.

## Codes internationaux
- ARLHS[3] : GRE-110
- NGA : 16516
- Admiralty[4] : E 4458

## Source
(en) [PDF] List of lights radio aids and fog signals - 2011 - The west coasts of Europe and Africa, the mediterranean sea, black sea an Azovskoye more (sea of Azov) (la liste des phares de l'Europe, selon la National Geospatial - Intelligence Agency)- Version 2011 - National Geospatial - Intelligence Agency